# Воробьёв, Максим Зотикович
Максим Зотикович Воробьёв (род. 25 августа 1966, Москва) — российский легкоатлет, специалист по марафону, сверхмарафону, суточному бегу. Выступал в 1990—2022 годах, серебряный и бронзовый призёр чемпионатов России по суточному бегу, победитель крупных всероссийских и международных стартов. Представлял Московскую область. Мастер спорта России международного класса. Старший тренер сборной России по сверхмарафону. Поэт, писатель, публицист, член Союза писателей России.

## Биография
Максим Воробьёв родился 25 августа 1966 года в Москве. Впоследствии постоянно проживал в городе Пущино Московской области
Окончил Пущинскую экспериментальную школу (1982). В 1984—1986 годах служил в армии. В 1987—1991 годах учился в Государственном центральном ордена Ленина институте физической культуры.
Впервые заявил о себе в беге в сезоне 1990 года, когда занял 18-е место на IX Всесоюзном марафонском пробеге московского клуба бега «Мир» (2:41:46), 137-е место на Московском международном марафоне мира (2:39:41), финишировал третьим на 24-часовом сверхмарафоне «Кунцево-90».
С 1994 года входил в сборную России по лёгкой атлетике, принимал участие в стартах международного уровня.
В 1995 году с личным рекордом в 257 202 метра выиграл серебряную медаль на чемпионате России по суточному бегу в Подольске.
В 1998 году взял бронзу на открытом чемпионате России по суточному бегу по стадиону, прошедшем в рамках VII сверхмарафона «Сутки бегом». Также в этом сезоне показал свой лучший результат на марафонской дистанции — 2:35:24, став 18-м на Космическом марафоне в Королёве.
В 2005 году завоевал бронзовую награду на чемпионате России по суточному бегу по шоссе, прошедшем в рамках пробега «Испытай себя» в Санкт-Петербурге.
В течение многих лет оставался действующим спортсменом, выступал на различных всероссийских стартах по марафону, сверхмарафону, суточному бегу и в других дисциплинах.
За выдающиеся спортивные достижения удостоен почётного звания «Мастер спорта России международного класса».
В 2007—2015 годах являлся тренером сборной России по сверхмарафону, занимал должность председателя Всероссийского комитета по сверхмарафону.
Получил известность как фотохудожник, поэт, писатель, общественный деятель. Печатался в «Литературной газете», журналах «Русский дом», «Русская народная линия» и др. Автор книг «Лик вечной Родины прекрасной», «Просторы Родины моей», «Жизнь огня. Сборник рассказов», «Притяжение сверхмарафона», «Аксиомы бега». Член Союза писателей России.